# Пажитниця п'янка
Пажитниця п'янка (Lolium temulentum) — вид рослин родини тонконогові (Poaceae), родом із Середземномор'я, але нині це широко розповсюджений натуралізований вид.

## Опис
Однорічна трав'яниста рослина 40–80(120) см завдовжки, росте поодинці або в пучку; стебла прямостійні чи висхідні, голі, гладкі або шорсткі до колоса, 3–5-вузлів. Листові піхви помітно смугасті, досить щільні, дорсально закруглені, гладкі або шорсткуваті, голі. Лігула ≈2 мм завдовжки. Листові пластини 6–30(40) x 0.3–1.3 см, лінійні, шорсткуваті або гладкі, за винятком країв.
Нижня квіткова луска з остюком 7–12 мм довжиною. Колоскова луска дорівнює колоску або довше, 12–30 см завдовжки. Колосся 10–30 см завдовжки, з шорсткою віссю. Колоски (3)6–8-квіткові. Пиляки ≈2.5 мм завдовжки, лінійні. Зернівки ≈7 мм завдовжки, ширина у 2–3 рази менша, еліптично-довгасті, щільно укладені в квіткові луски. 2n = 14.

## Поширення
Родом із Середземномор'я, але нині це широко розповсюджений натуралізований вид.
В Україні зростає в посівах, рідше на ріллі, біля доріг і на засмічених місцях — в Поліссі, західних лісових районах і пн. Правобережного Лісостепу. Бур'ян.

## Використання
Насіння приготовленим використовується як пінолі чи подрібнюється на борошно та використовується для приготування хліба тощо. Насіння дуже поживне, на рівні з овесом, але їсти насіння небажано через ризик зараження грибком. Ця грибкова інфекція, яка називається ріжками, викликає галюцинації в малих дозах, але може завдати серйозної шкоди нервовій системі в більших кількостях.

## У біблії
Більшість дослідників біблійних рослин сходяться на думці, що Lolium temulentum – це вид, описаний у притчі про бур'яни в Євангелії від Матвія (13:24–25). Про це свідчить багато фактів. Насіння цієї рослини були знайдені серед насіння пшениці під час археологічних розкопок у Німруді, датованих приблизно 7000 роком до нашої ери. 86% насіння були заражені грибом Stromatinia tymlenta, який викликає головний біль і сліпоту, а у великій дозі — смерть. Насіння пшениці дуже схоже на насіння Lolium temulentum, і в біблійні часи відокремити їх перед посівом було практично неможливо. Зараз цього більше не відбувається завдяки використанню гербіцидів при комплексному вирощуванні та очищенні зерна.

## Галерея

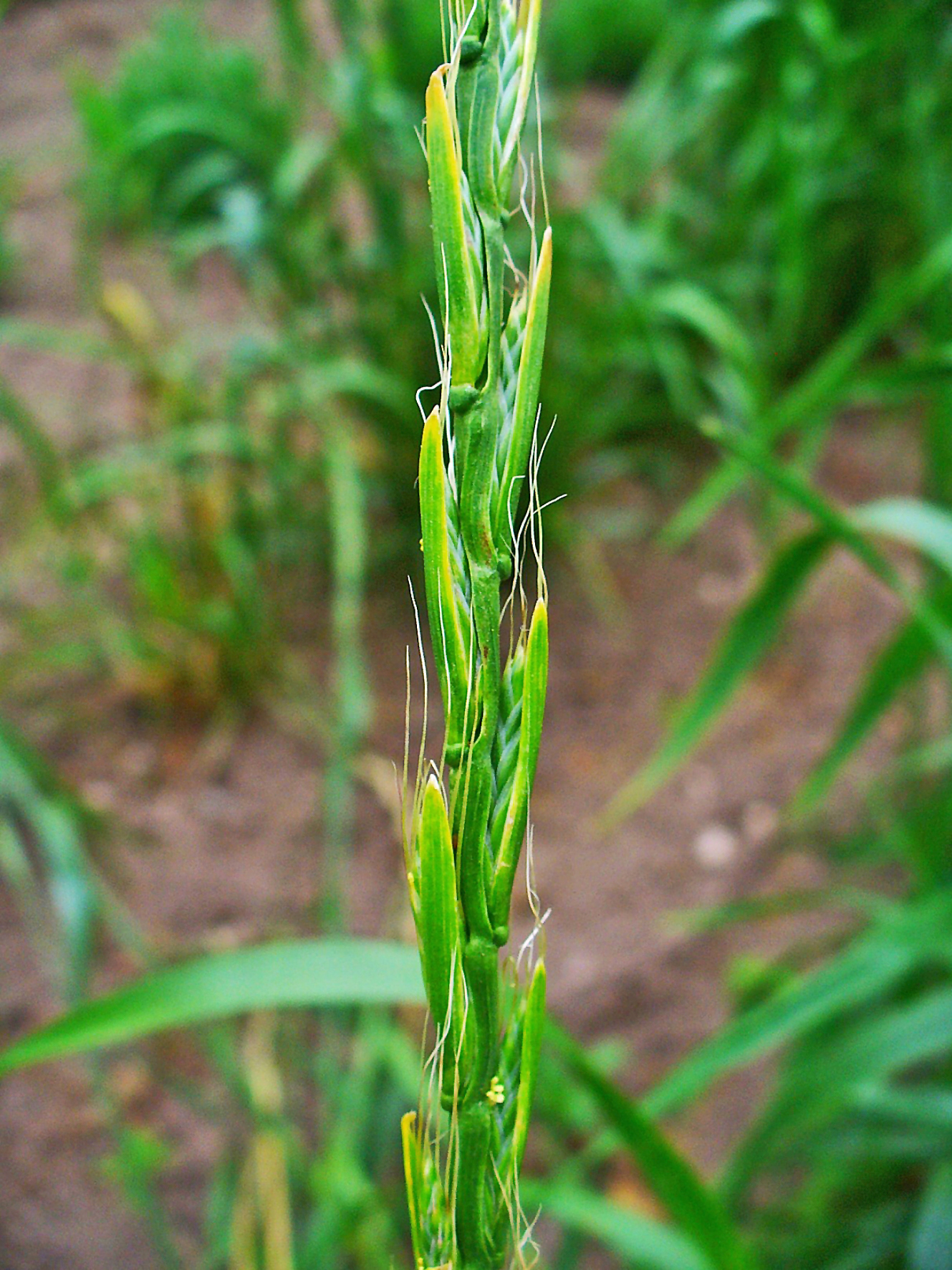
суцвіття
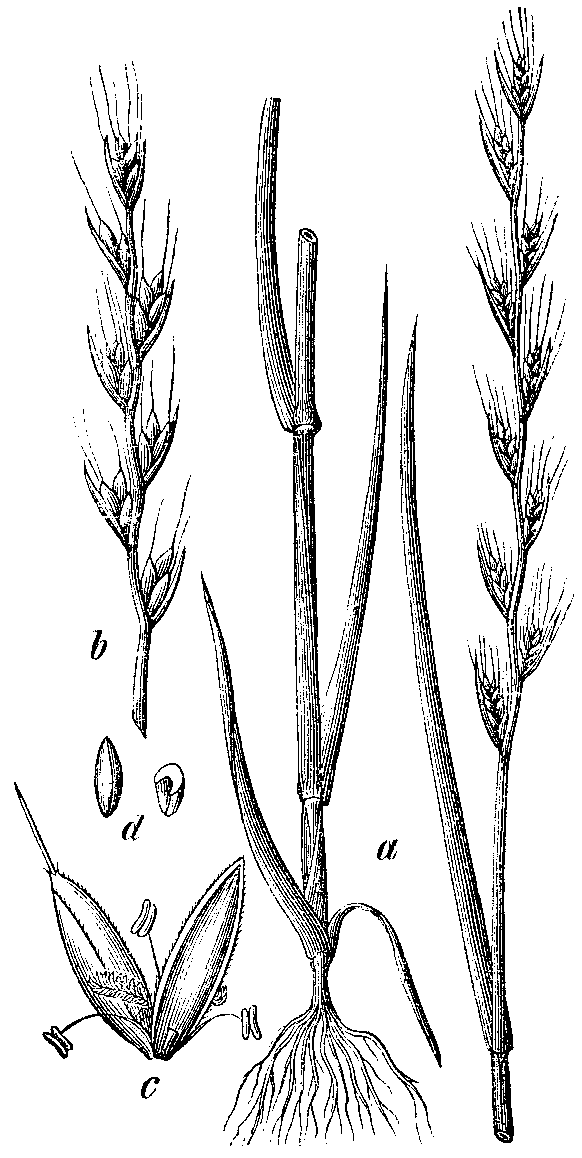
ілюстрація
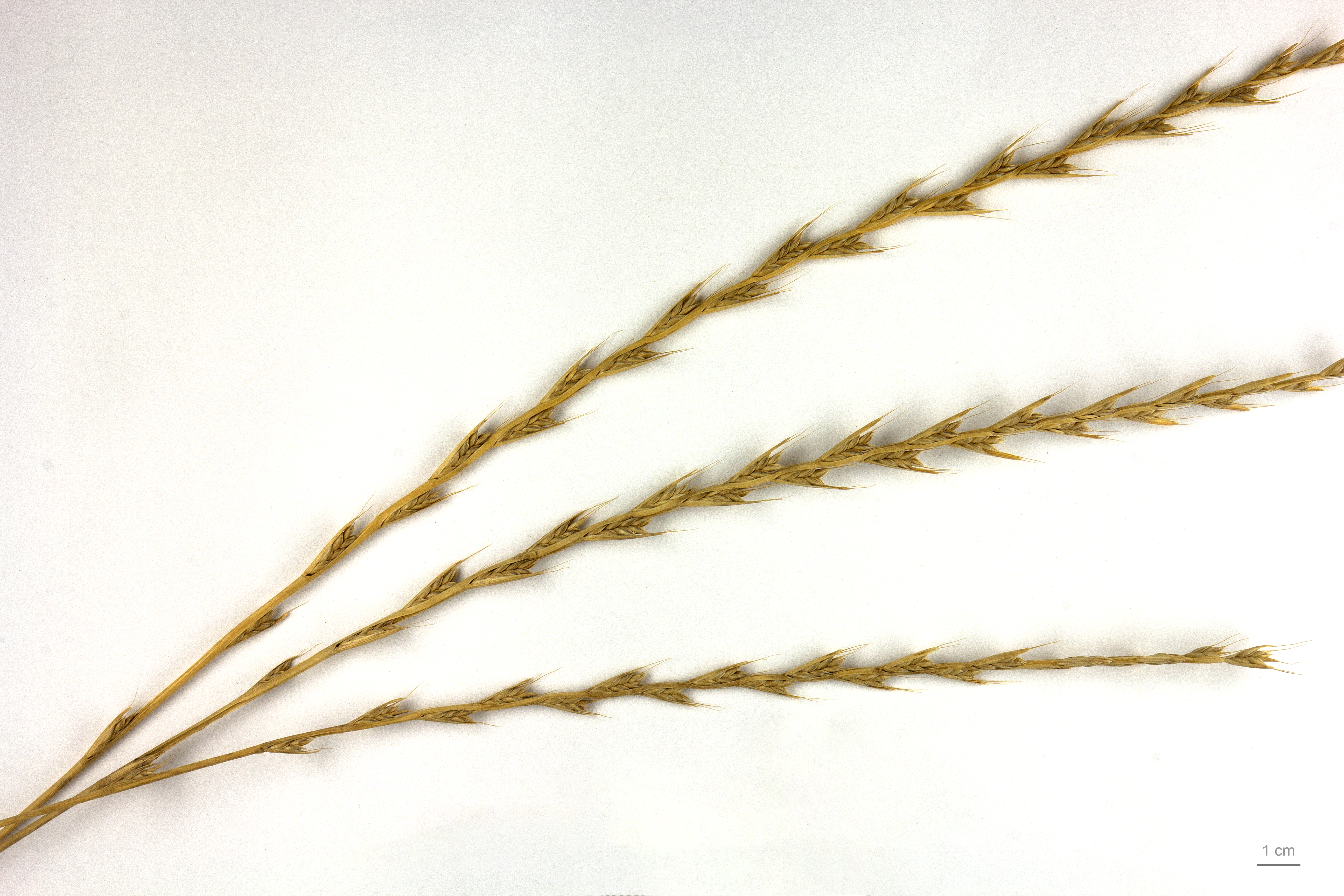
Lolium temulentum — Тулузький музей